# Yecuatla
Yecuatla är en kommunhuvudort i Mexiko.   Den ligger i kommunen Yecuatla och delstaten Veracruz, i den sydöstra delen av landet, 250 km öster om huvudstaden Mexico City. Yecuatla ligger 468 meter över havet och antalet invånare är 3 198.
Terrängen runt Yecuatla är kuperad åt nordost, men åt sydväst är den bergig. Runt Yecuatla är det ganska tätbefolkat, med 166 invånare per kvadratkilometer. Närmaste större samhälle är Misantla, 10,4 km nordväst om Yecuatla. Omgivningarna runt Yecuatla är en mosaik av jordbruksmark och naturlig växtlighet.